# 메리유
메리유(MARRYYOU)는 대한민국의 스마트폰 애플리케이션이다. 결혼준비를 위한 스몰웨딩, 셀프웨딩, 웨딩 플래너 컨시어지서비스이다.
2016년 10월 4일 안드로이드와 iOS 애플리케이션 베타서비스를 출시하였으며, 예비 신랑신부가 웨딩박람회 또는 웨딩컨설팅 업체를 직접 방문하거나 인터넷에서 정보를 선별하는 등의 과정을 거치는 것을 쉽게 처리할 수 있도록 만들어진 서비스이다.